# ناثان نتنياهو
ناثان نتنياهو (بالعبرية: נתן נתניהו‏) هو عالم حاسوب إسرائيلي، ولد في 28 نوفمبر 1951.